# 18 Essential Songs
18 Essential Songs – album kompilacyjny zawierający największe hity amerykańskiej artystki Janis Joplin, pochodzące ze wszystkich jej albumów studyjnych nagranych ze wszystkimi zespołami, których była członkiem. Album został wydany 24 stycznia 1995 roku i został bardzo dobrze przyjęty, otrzymując min. ocenę 4,5/5 na AllMusic.

## Lista utworów
1. „Trouble in Mind” – 2:54
2. „Down on Me” – 2:05
3. „Bye, Bye Baby” – 2:38
4. „Ball and Chain” (na żywo z festiwalu w Monterey, 17 czerwca 1967) – 8:13
5. „Piece of My Heart” – 4:26
6. „I Need a Man to Love – 4:51
7. „Summertime – 4:06
8. „Try (Just a Little Bit Harder)” – 3:56
9. „One Good Man” – 4:09
10. „Kozmic Blues” – 4:22
11. „Raise Your Hand” – 2:18
12. „Tell Mama” (na żywo z festiwalu Express w Toronto, 1970) – 5:47
13. „Move Over” – 3:40
14. „Mercedes Benz” – 1:46
15. „Get It While You Can – 3:23
16. „Half Moon – 3:52
17. „Trust Me” – 3:15
18. „Me And Bobby McGee” (alternatywne demo) – 3:58